# Günther Oettinger
Günther Oettinger (Stuttgart, 15 oktober 1953) is een Duits politicus voor de Christlich Demokratische Union (CDU). Van 9 februari 2010 tot 30 november 2019 was hij Europees commissaris namens Duitsland.

## Biografie
Van 2005 tot 2010 was Oettinger minister-president van de deelstaat Baden-Württemberg.
Op 9 februari 2010 werd hij Europees commissaris voor Energie in de commissie-Barroso II.
Hij is bekend door zijn sterk Zwabisch dialect. Bovendien wordt hij bespot om zijn erbarmelijke, onverstaanbare uitspraak van het Engels.
Op 1 november 2014 werd Oettinger Europees commissaris in de commissie-Juncker, verantwoordelijk voor Digitale economie en samenleving. Deze portefeuille droeg hij per 1 januari 2017 over aan vicevoorzitter Andrus Ansip. Zelf volgde hij op die datum Kristalina Georgieva op als commissaris voor Begroting en Personeelszaken.
Met het aantreden van Ursula von der Leyen als voorzitter van de Europese commissie, eindigde de termijn van Oettinger.

## Privé
Oettinger was gehuwd en is vader van een zoon.
- Gemeinsame Normdatei: 113020910
- International Standard Name Identifier: 0000 0000 3339 8693
- Library of Congress Control Number: n92058940
- Nationale Bibliotheek van Polen: a0000003343140
- Nederlandse Thesaurus van Auteursnamen: 395032911
- Parlement.com: vhyzn0ikkwxq
- Système universitaire de documentation: 09485856X
- Virtual International Authority File: 40044984
- WorldCat: E39PBJrCdRvMMRqcDYC4M4gqcP

Joaquín Almunia · László Andor · Catherine Ashton · Michel Barnier · José Manuel Barroso · Tonio Borg (vanaf 28 november 2012) · Dacian Cioloş · John Dalli (tot 16 oktober 2012)  · María Damanáki · Jacek Dominik (sinds 16 juli 2014) · Štefan Füle · Karel De Gucht  · Máire Geoghegan-Quinn · Kristalina Georgieva · Johannes Hahn · Connie Hedegaard · Siim Kallas · Jyrki Katainen (sinds 16 juli 2014) · Neelie Kroes · Janusz Lewandowski (tot 1 juli 2014) · Cecilia Malmström · Neven Mimica · Ferdinando Nelli Feroci (sinds 16 juli 2014) · Günther Oettinger · Andris Piebalgs · Janez Potočnik · Viviane Reding (tot 1 juli 2014) · Olli Rehn (tot 1 juli 2014) · Martine Reicherts (sinds 16 juli 2014) · Maroš Šefčovič · Algirdas Šemeta · Antonio Tajani (tot 1 juli 2014) · Androulla Vassiliou
Vytenis Andriukaitis · Andrus Ansip (tot 2 juli 2019) · Dimitris Avramopoulos · Elżbieta Bieńkowska · Violeta Bulc · Miguel Arias Cañete  · Corina Crețu (tot 2 juli 2019) · Valdis Dombrovskis  · Marija Gabriel (vanaf 4 juli 2017) · Kristalina Georgieva (tot 1 januari 2017) · Johannes Hahn · Jonathan Hill (tot 15 juli 2016) · Phil Hogan  · Věra Jourová · Jean-Claude Juncker · Jyrki Katainen · Julian King (vanaf 19 september 2016) · Cecilia Malmström · Neven Mimica · Carlos Moedas · Federica Mogherini · Pierre Moscovici · Tibor Navracsics · Günther Oettinger · Maroš Šefčovič · Christos Stylianides · Marianne Thyssen · Frans Timmermans · Karmenu Vella · Margrethe Vestager